# Holly Springs (Mississippi)
Holly Springs település az Amerikai Egyesült Államok Mississippi államában, Marshall megyében, melynek megyeszékhelye is. Lakosainak száma 6968 fő (2020. április 1.).

## Népesség
A település népességének változása:

| 2010 | 7 699 |
| 2020 | 6 968 |